# Paradocus albovittatus
Paradocus albovittatus är en skalbaggsart som först beskrevs av Stefan von Breuning 1938.  Paradocus albovittatus ingår i släktet Paradocus och familjen långhorningar. Inga underarter finns listade i Catalogue of Life.